# Суходол (Юринський район)
Суходо́л (рос. Суходол, марій. Суходол) — присілок у складі Юринського району Марій Ел, Росія. Входить до складу Биковського сільського поселення.

## Населення
Населення — 250 осіб (2010; 293 у 2002).
Національний склад (станом на 2002 рік):
- росіяни — 96 %